# Корнцы
Ко́рнцы (также корнуо́ллцы, корнуо́лльцы, корнуэ́ллцы, корнуэ́лльцы; англ. Cornish people, корн. Kernowyon) — народ кельтского происхождения, говорящий на корнском языке и исторически населяющий Корнуолл, графство в юго-западной части Великобритании. Жители Корнуолла отделяют себя от англичан, зато имеют много общего с жителями других кельтских областей Соединённого Королевства — прежде всего, Уэльса — а также с кельтскими народами Европы. По мнению некоторых, корнцы являются отдельным этносом Великобритании, ведущим своё происхождение от древних бриттов, которые до римского завоевания населяли южные и центральные районы острова. Сегодня многие жители Корнуолла идентифицируют себя корнцами, отличают себя от англичан или позиционируют себя как особую субэтническую группу последних. Кроме того, самоназвание корнцев воспринято и поселенцами из других частей Англии, а также эмигрантами и их потомками (корнуолльской диаспоре).
В классическую античность древние бритты состояли из ряда племён, которые имели самобытную культуру в Великобритании; в железном веке, в римский и постримский периоды будущий Корнуолл заселяли бриттские племена думнонов, одним из которых считаются корновии. Название Корнуолла, как и его этноним «корнцы», являются производными от наименования кельтского племени. Переломным моментом в истории Корнуолла стало англо-саксонское вторжение в Англию в V—VI веках, в результате которого кельты были вытеснены на северную и западную окраины Великобритании, а битва при Деорхаме в 577 году между бриттами и англосаксами привела к разрыву тесных связей между кельтскими группами Уэльса и Корнуолла.
В течение Средневековья и Нового времени корнцы и корнский язык находились под влиянием усиленной ассимиляции и англизации, в результате чего Корнуолл стал неотъемлемой частью Англии, а его жители перешли на английский язык. В XVIII—XIX веках корнский язык и самобытность корнского народа исчезли. Тем не менее «Кельтский ренессанс» в начале XX века поднял культурное самосознание среди корнцев, что вызвало возрождение корнского языка и тягу у жителей Корнуолла к собственному кельтскому наследию.
В середине 2008 года население Корнуолла, включая острова Силли, оценивалось в 534 300 человек. В связи с необходимостью действенного решения политических и социально-экономических задач Корнуолл остается частью Англии, но движение за самоуправление Корнуолла выступает за более широкое признание корнской культуры, самоуправления и языка, предоставление для Корнуолла особого конституционного статуса и требует от корнцев настойчиво отстаивать получения ими более высокого статуса в стране, например, предлагает им во время переписи населения Великобритании в 2011 году определять себя как отдельную, отличную от англичан, этническую группу. В 2002 году корнский язык получил официальное признание в рамках Европейской хартии региональных языков, однако борьба корнцев за признание их как самобытной национальной группы, отличной от англичан, до сих пор продолжается, и до сих пор не осуществляется их защита в соответствии с положениями Рамочной конвенции о защите национальных меньшинств.

## Название
По-корнски графство и полуостров, где живут корнцы и от которых происходит название этого народа, называются Kernow. Это название происходит от кельтского корня со значением «рог» и связано с понятием «мыс», то есть название «корнцы» (Kernowyon) можно истолковать как «жители мыса».

## История

### Исторические корни
Традиционно считается, что корнцы ведут своё происхождение от кельтов, чем отличаются от англичан, но многие из них также имеют и англосаксонское происхождение. ДНК-исследование генофонда населения Британских островов показывают, что предками примерно для трёх четвертей британцев, в том числе корнцев, были охотники и собиратели, которые поселились в Атлантической Европе ещё в эпоху палеолита, сразу после таяния ледникового покрова, а в дальнейшем, вследствие повышения уровня моря, оказались отрезанными от материка и разделёнными на островах, тогда как археологические данные указывают на то, что древнейшие человеческие поселения в Корнуолле существовали ещё в начале раннего палеолита. Данные генетики утверждают, что по происхождению британцы имеют много общего с басками, проживающими на Пиренеях, что даёт основания считать, что в древности население будущих Британских островов составляло единый этнический массив с жителями современной континентальной Европы. Учитывая такие данные, британский генетик Стивен Оппенгеймер предполагает, что первые поселенцы на Британских островах вряд ли говорили на кельтском языке — вероятно, их язык был родственен баскскому. Следующая иммиграция на острова состоялась в неолите, она же профессором по генетике Оксфордского университета Брайаном Сайксом толкуется как прибытие кельтов с Пиренейского полуострова, от которых происходят исторические кельтские племена Великобритании и Ирландии. Именно эти люди считаются далёкими предками современных корнуольцев. Кроме того, результаты исследования группы учёных во главе с Уолтером Бодмером показали, что корнцам присущ частный вариант гена меланокортина 1 рецептора, что определяет их как кельтов, более тесно связанных с валлийцами, чем с англичанами. В Великобритании этот ген присутствует у 26 % населения Оркнейских островов, 23 % жителей Девоншира, 21 % жителей Уэльса, 16 % жителей Корнуолла, 13 % жителей Кента и 11 % жителей Северо-Восточной Англии.
В классической античности кельты, которые разговаривали на кельтских языках, на Британских островах образовывали ряд племён с собственной культурой и самобытностью, прежде всего пиктов и гелей на севере, бриттов на юге страны. Бритты, в свою очередь, делились на племена меньшего порядка, которые имели собственные племенные бриттские языки. Это бриганты на севере, ордовики, деметы, силлуры и декеанглии на западе. На крайнем юго-западе Великобритании, на территории будущего Корнуолла, жили бриттские племена думнониев и корновиев, которые жили в королевстве Думнония. Римское завоевание Британии в I веке н. э. имело следствием включение большей части острова в состав Римской империи, римлянами сначала были покорены думнонии, а уже позже корновии, которые, возможно, составляли подгруппу первой. Хотя римляне захватили большую часть центральной и южной Англии, Думнония оставалась «практически независимой»; римское господство на неё не имело почти никакого влияния, то есть оно могло существовать как полунезависимое или совсем независимое Королевство Корнуолл, как свидетельствуют данные, иногда под властью королей бриттов, иногда же управлялось собственными монархами Думнонии, носившими титул герцогов или королей. Это мелкое королевство было тесно связано прочными языковыми, политическими и культурными связями с Бретанью, расположенным к югу от Корнуолла в континентальной Европе и населённым бриттами полуостровом; корнский и бретонский языки в этот период ничем не отличались.
Захват Рима готами в 410 году побудил римлян к полному уходу из Британии, и Корнуолл стал полем деятельности кельтских христианских миссионеров из Ирландии, которые оказали значительное влияние на корнцев, их культуру, верования и архитектуру. Дальнейший упадок Римской империи вызвал вторжения на остров англов, ютов, фризов и саксов, германских народов из Северной Европы, в ходе которого они, постепенно одолевая в битвах бриттов, создали здесь ряд своих королевств, из которых позже возникла Англия. Так, саксы из королевства Уэссекс, в частности, расширяя свою территорию на запад вплоть до Корнуолла, искореняли кельтскую и романо-британскую культуры в Великобритании. В свою очередь, корнцы вели упорную борьбу с саксами Уэссекса, которые использовали своё отдельное германское слово walha (современное слово на английском языке «Welsh» («валлийцы»), что означает «чужой» или «иностранец»), чтобы именовать противников-бриттов из Корнуолла, а в дальнейшем они называли их Westwalas (западные валлийцы) или Cornwalas (валлийцы Корнуолла, корнцы). Противостояние между англосаксами и корнцами продолжалось до тех пор, пока король Англии Этельстан в 936 году не согласился на установление формальной границы между Англией и Корнуоллом по реке Теймар. Британская культура в Британии тогда ограничивалась Корнуоллом, Уэльсом и Северо-Западной Англией. Несмотря на существование письменного договора, англосаксонское политическое наступление на запад продолжалось до конца X века, пока Корнуолл окончательно не был присоединён к Королевству Англия.

### Англизация и сопротивление ей

Смена языка корнцами с 1300 по 1750 год

Завоевание норманнами Англии, которое началось с вторжения в 1066 году войск Вильгельма, герцога Нормандии (впоследствии — король Англии Вильгельм I), ликвидировало англосаксонскую наследственную монархию, аристократию и клирикальную иерархию, заменив их норманнскими. Впоследствии все графства Англии были разделены между соратниками Вильгельма, которые образовали новое дворянство в стране. Англичане были поглощены норманнами, а корнцы «активно сопротивлялись» их влиянию. Во время завоевания Англии Корнуолл был под управлением графов Корнуолла, которые были потомками древних монархов Корнуолла. Графство Корнуолл пользовалось полусуверенитетом в Англии, но в 1067 году было подарено Роберту, графу де Мортен, сводному брату короля Вильгельма I, и с того времени оно уже находилось под властью англо-нормандской аристократии. В Книге Страшного суда, которая является сводом общей переписи населения Англии, завершённым в 1086 году, речь идёт о том, что «фактически все „землевладельцы в Корнуолле“ имели английские имена, что делает невозможным разграничить корнцев и англичан». Однако разделение населения графства на корнский и английский народы существовало постоянно на протяжении всего Средневековья, доказательством чего выступают документы — например, устав города Труро 1173 года, который чётко разграничивал оба народа.
Графство Корнуолл в развитом Средневековье передавалось различным английским дворянам, но в 1337 году оно получило статус герцогства, и Эдуард Чёрный Принц, старший сын и наследник короля Англии Эдуарда, стал первым герцогом Корнуолла, чтобы увеличить собственные богатства. Большая часть Корнуолла принадлежала первому герцогу, Эдуарду, и последующие английские герцоги Корнуолла были крупнейшими землевладельцами в Корнуолле. Английской монархией для Корнуолла были созданы два института, первый из которых — герцогство Корнуолл (одно из двух в Англии), а другой — корнский суд и парламент оловянных рудников (которые осуществляли управление оловянной промышленностью). Эти два института были созданы для того, чтобы «простые корнцы считали, что им дан особый конституционный статус, чтобы отразить их особую культурную самобытность». Однако герцогство Корнуолл постепенно утратило свою политическую независимость от Англии в связи с централизацией власти Лондона, и во время раннего периода правления в Англии династии Тюдоров корнцы начали чувствовать себя как «подчинённые люди, культура, свободы и развитие которых находились под контролем англичан». Это ярко проявляется в 1490-х годах при обложении королём Англии Генрихом VII бедных корнцев сбором средств для его военных кампаний против короля Шотландии Якова IV и Перкина Ворбека из династии Йорков. Это, конечно, вызвало выступления корнцев, прежде всего восстание 1497 года, которое было подавлено королевской властью.
Корнский язык был наиболее распространён на западе от реки Теймар примерно до середины 1300-х годов, когда среднеанглийский язык начал использоваться как язык общения между корнцами. Ещё в 1542 году английский путешественник, врач и писатель Эндрю Борд описывал, что в Корнуолле разговаривали на двух языках: корнском и английском («Cornysshe» и «Englysshe»), но многие из его жителей не понимали английского. В связи с применением нормандского языка как первого языка среди английской аристократии корнский язык использовался как «лингва франка» в Корнуолле, особенно в отдалённых западных уголках. Большинство корнских помещиков выбирали девиз на корнском языке на собственных гербах, чтобы подчеркнуть свой особый социальный статус. Однако после Реформации в Англии по приказу её короля Эдуарда VIII во всех церквях королевства было обязательно введено богослужение на английском языке, что означало вытеснение из церковной жизни латыни и местных кельтских обычаев. Такие действия привели в 1549 году к восстанию в Корнуолле и части Девоншира против сплошной англизации церковной жизни, особенно после принятия Акта об Однородности, которым запрещались все языки, кроме английского, для богослужения. Указанное свидетельствует о защите корнцами собственного языка от засилья английского. Однако восстание было подавлено — во многом благодаря помощи иностранных наёмников. Таким образом, было положено начало полному прекращению существования корнского языка. Реформаторское англиканство стало средством англизации Корнуолла; протестантизм оказал мощное культурное влияние на корнцев, более тесно связав их с Англией, одновременно значительно уменьшив политические и языковые отношения с бретонцами Бретани.
Гражданская война в Англии (1642—1651), политическое противостояние между сторонниками и противниками короля в тот период разделили население Англии и Уэльса. Однако в гражданской войне Корнуолл остался консервативным, став устойчивым очагом поддержки роялистов (сподвижников монарха). Мирное время, которое наступило после окончания гражданской войны, отличалось дальнейшим расширением английского языка в общении между корнцами, иммиграцией англичан в Корнуолл. К середине XVII столетия использование корнского языка территориально сократилось до дальних западных территорий, что вызвало определённый интерес к языку у ряда исследователей. Из-за уменьшения употребления корнского языка активно происходил процесс ассимиляции корнцев, вхождение их в английскую культурную среду.

### Возрождение и современность
Значительное влияние на корнцев оказала промышленная революция. Как следствие экономика Корнуолла стала полностью интегрированной с английской. В период индустриализации много усилий было приложено для разработки паровой машины, которая вместе с водяным насосом способствовала промышленной добыче полезных ископаемых. Промышленная добыча олова и обработка меди в Корнуолле отразили корнскую специфику, как и двигатели и тяжёлая промышленность. Ведущий корнский инженер-горняк Ричард Тревитик стал «такой неотъемлемой частью культурного наследия Корнуолла, как и любая выдающаяся личность из кельтского прошлого». Заметными достижениями Р. Тревитика являются разработка двигателя с высоким давлением пара, который использовался для перекачивания воды, а также создание паровой тележки, катящейся по рельсам, ставшей прототипом будущих паровозов. 21 февраля 1804 года указанный паровоз Р. Тревитика был использован для тяги нескольких вагонеток вдоль рельсовых путей между металлургическими заводами города Пенидаррена недалеко от Мертир-Тидвил в Уэльсе, проведя первый в мире поезд.
Во второй половине XIX века в Корнуолле наблюдалась деиндустриализация, которая сопровождалась закрытием шахт, что обусловило для корнуольцев экономический и культурный спад, тогда как рост в Европе и увлечение романтическим национализмом и влияние кельтского возрождения вызвали в графстве социальный, языковой и художественный интерес к корнской средневековой этнологии. Этот всплеск интереса способствовал изучению доиндустриальной культуры корнцев, их языка как основного признака корнский национальной идентичности и этнической принадлежности. Первым значительным шагом в возрождении стало опубликование в 1904 году знатоком корнского языка Генри Дженнером «Словаря корнского языка». Орфография корнского языка Г. Дженнера основывалась на корнском языке, на котором говорили в XVIII веке, хотя его ученик Роберт Мортон Нэнси позже разработал правописание на основе среднекорнского языка, который использовался в XVI веке, когда корнский ещё не испытал существенного влияния английского языка.
В 1924 году для развития, сохранения и поддержания «кельтского» в графстве Корнуолл создана Федерация обществ Старого Корнуолла (Federation of Old Cornwall Societies), а в 1928 году подобная организация Gorseth Kernow. Далее, в 1951 году, была сформирована корнская националистическая политическая партию «Сыновья Корнуолла» (Mebyon Kernow). Повышенный интерес к кельтским языкам и культуре, тесные связи между кельтскими народами в 1960-е и 1970-е годы стимулировали популяризацию движения за самоуправление Корнуолла. Как в Шотландии, Уэльсе и Северной Ирландии, в Корнуолле деятели корнской культуры начали настаивать на официальном изучении в школах корнского языка, а корнские националисты потребовали большей политической автономии для Корнуолла — например, вхождения Корнуолла в состав Соединённого Королевства на правах отдельной пятой части с собственной корнской Ассамблеей.

## Расселение
Корнцы исторически проживают в графстве Корнуолл, но после эпохи Великих географических открытий в начале Нового времени, как и остальные британцы, они были привлечены к английской колонизации Америки и другим миграциям. Сначала число переселенцев было небольшим: те, кто покидал Корнуолл, обычно селились в Северной Америке или в портах и на плантациях островов Карибского бассейна.
В первой половине XIX века жители Корнуолла были лидерами в выплавке олова и меди, а их добыча была основным занятием корнцев. Однако рост конкуренции в этих отраслях со стороны Австралии, Малайи и Боливии при истощении месторождений полезных ископаемых в середине столетия привёл к экономическому спаду, вызвав эмиграцию из Корнуолла. В каждое десятилетие с 1861 года по 1901 год Корнуолл оставляло примерно 20 % мужского населения. Имел место также выезд за границу квалифицированных корнских инженеров, фермеров, торговцев и горняков. В Великобритании корнские семьи селились в Северо-Восточной Англии, особенно в Тиссайде, чтобы зарабатывать себе на жизнь собственными навыками добычи угля на местных шахтах.
Многие корнские эмигранты XIX века со временем вернулись в Корнуолл, в то время как уровень эмиграции из Корнуолла после Первой мировой войны снизился. Однако благодаря устойчивым международным связям корнская диаспора, сосредоточенная в англоязычных странах, таких как Австралия, Канада, Южно-Африканская Республика и Соединённые Штаты Америки, сохранилась и в наше время «очень влиятельной».

## Культура
Сохранение самобытной корнской культуры обусловлено географической изоляцией Корнуолла. Во-первых, она отличается от собственно английской культуры, а во-вторых, для неё характерно наличие кельтских традиций.

Флаг святого Пирана

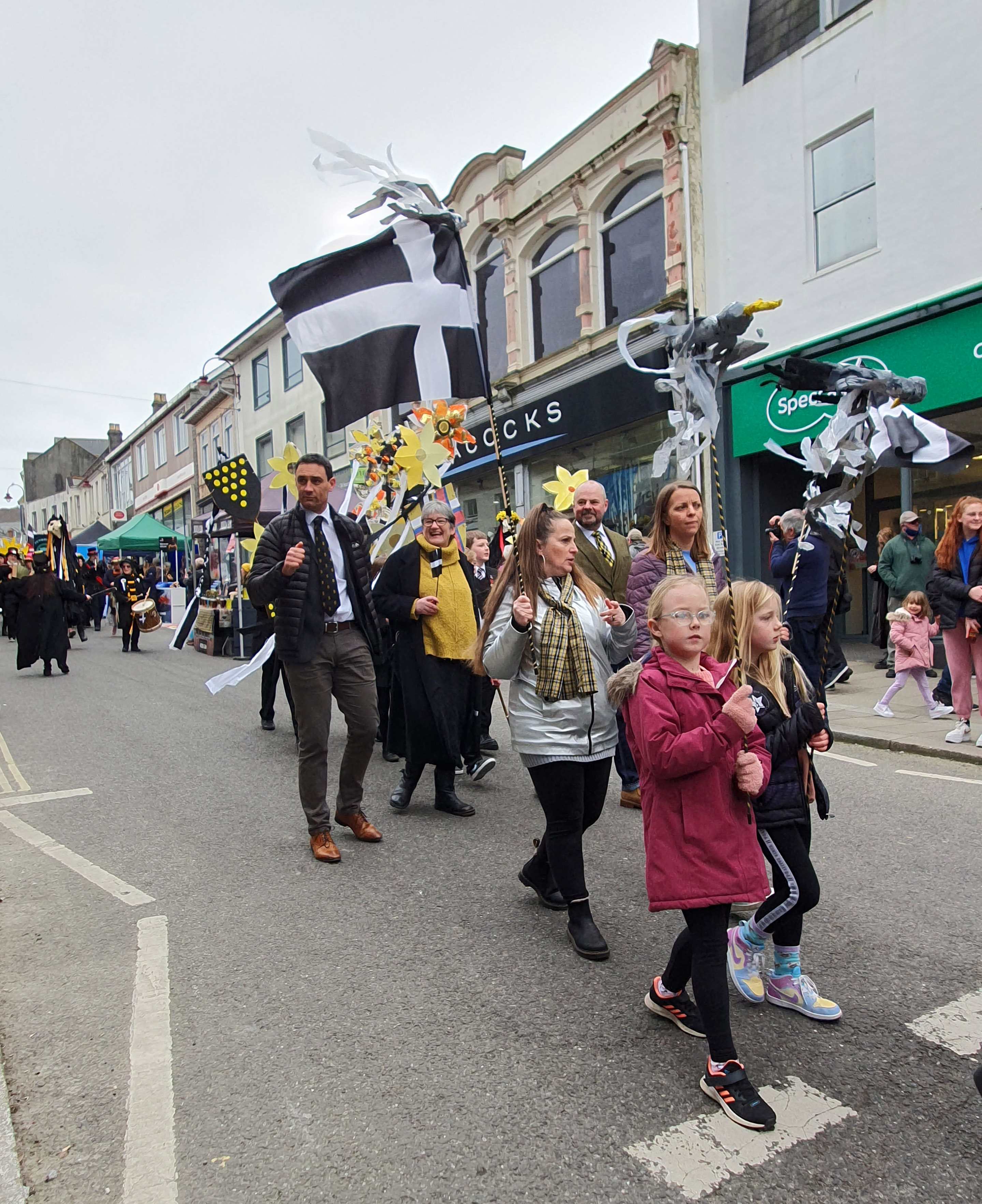
Празднование дня Святого Пирана в Редруте

Корнуолл имеет собственные традиции чествования кельтских христианских святых. Например, чествование Святого Пирана, христианского аббата V века, возможно — ирландского происхождения, который является покровителем добытчиков оловянных руд и всего Корнуолла. Согласно распространённому мифу, Пиран был ирландским учёным, изучал христианство в Древнем Риме, а по воле Верховного короля Ирландии должен был утонуть в Ирландском море, однако вместо этого вышел на берег в Корнуолле, в Перранпорте, чтобы проповедовать христианство. Флаг Святого Пирана — полотно чёрного цвета с белым крестом в центре — в 1838 году был принят как «Штандарт Корнуолла» и введён как флаг графства Корнуолл. Указанный стяг стал для корнцев символом их собственной самобытности, его стали поднимать на различных зданиях, в том числе на здании Совета Корнуолла. День Святого Пирана сегодня является ежегодным престольным праздником Корнуолла, который отмечается 5 марта и сопровождается фестивалем корнской культуры и истории.
Во второй половине XIV века корнский священник, писатель и переводчик Джон Тревиза по заказу своего покровителя барона Томаса Беркли из Глостершира перевёл на среднеанглийский язык, помимо книг книг Ветхого Завета и Евангелия от Никодима, многие латинские сочинения, в частности, «Краткое изложение военного дела» Флавия Вегеция (IV в. н. э.), «Откровения Псевдо-Мефодия» (VII в.), энциклопедию «О свойствах вещей» Бартоломея Английского (1250), трактат «О правлении государей» Эгидия Римского (кон. XIII в.), проповедь «В защиту белого духовенства» архиепископа Ричарда Фитцральфа (сер. XIV в.), а также  «Беседу лорда и клирика», приписывавшуюся известному английскому философу-францисканцу Уильяму Оккаму. В 1387 году он перевёл и значительно дополнил исторический «Полихроникон» английского хрониста Ранульфа Хигдена, и в 1482 году перевод его был напечатан в Лондоне известным издателем Уильямом Кекстоном.
По словам Павла Роберта Магочия, украинско-канадского профессора исторических и политических наук Торонтского университета, элементами традиционной культуры современных корнцев является корнский двигатель, колядки, регби и духовой оркестр. Культура корнуольцев наиболее сильно связана с культурой лиц, на протяжении истории захватывавших Корнуолл, горной промышленностью графства, а аспекты всего этого нашли своё отражение в кухне, символах и самобытности корнцев.

## Язык
Корнский язык относится к бриттской ветви островных кельтских языков. Он наиболее близок бретонскому, в меньшей степени — валлийскому языку (хотя они не полностью взаимопонятны). Вытеснение корнского языка английским было завершено в конце XVIII века. Это было обусловлено значительным английским культурным влиянием на Корнуолл в XVI—XVIII веках, однако точное время вымирания языка корнуольцев не ясно и до сих пор остаётся спорным.
Возрождение корнского языка началось в 1904 году с публикацией Генри Дженнером книги «Словарь корнского языка». Орфография корнского языка Г. Дженнера основывается на языке, на котором говорили в XVIII веке, хотя его ученик Роберт Мортон Нэнси позже разработал правописание на основе среднекорнского языка, который использовался в XVI веке, когда корнский ещё не претерпел заметного влияния английского языка. В течение нескольких следующих десятилетий интерес к корнскому языка увеличился, одновременно появилось несколько систем этого языка со своими сторонниками и противниками. Эти системы в широком использовании были, как правило, к концу XX века. В 2008 году была принята стандартная письменная форма корнского языка.
Несмотря на возрождение корнского языка, количество его носителей остаётся незначительным — все они, как правило, энтузиасты, которые овладели языком через настойчивое его изучение. Не существует такой географической части Корнуолла, где бы этот язык использовался как общая разговорная речь определённой части населения. Повсеместно в графстве говорят на корнском диалекте английского языка. В 2009 году корнский язык преподавался в 50 начальных школах, BBC Radio Cornwall регулярно осуществляет трансляции радиопередач на корнском.

## Верования
В глубокой древности религией корнских бриттов было политеистическое язычество с сочетанием анимистических верований, где ведущее место отводилось жрецам — друидам. Раннее христианство в Корнуолл проникло ещё в I веке, но его последователями были лишь единичные посетители Британии, например, галльский богослов Присциллиан, который, вероятно, был сослан на острова Силли. Кельтское христианство было принесено в Корнуолл в 520 году Святым Петроком (ок. 468–564), гэльским монахом из Ирландии, по происхождению бриттом из королевства Гливисинг, что в нынешнем Уэльсе. От этого периода «становления христианства» остался только гранитный монумент с высоким крестом. В дальнейшем в Корнуолле христианство проповедовалось и другими святыми, которые сегодня почитаются в графстве. В Средневековье в Корнуолле господствующей была римско-католическая церковь. Даже в XVII веке корнцы были «ревностными католиками», которые поголовно отвергали Реформацию. Однако англиканство всё-таки медленно стало общим для всего Корнуолла, способствуя одновременно англизации корнуольцев. Благодаря деятельности Джона Уэсли в Корнуолле в XVIII—XIX веках быстрое распространение приобрел и методизм, евангельское движение, направленное на возрождение истинности Англиканской Церкви.